# Seehausbach (Illach)
Der Seehausbach ist ein Bach in Oberbayern. Er entsteht im Naturschutzgebiet Illachmoos bei Wildsteig und verläuft auch vollständig bis zu seiner Mündung in die Illach in diesem.